# Caprarica di Lecce
Caprarica di Lecce là một đô thị và thị xã của Ý. Đô thị này thuộc tỉnh Lecce trong vùng Apulia. Caprarica di Lecce có diện tích 10 km², dân số theo ước tính năm 2008 của Viện thống kê quốc gia Ý là 2.609 người. 